# Nyordning på Sjögårda
Nyordning på Sjögårda är en svensk komedifilm från 1944 i regi av Weyler Hildebrand. I huvudrollerna ses Annalisa Ericson i en dubbelroll, Allan Bohlin, Gunnar Björnstrand och Weyler Hildebrand. Det blev Hildebrands sista film som skådespelare och regissör; han avled en månad efter premiären.

## Handling
Tvillingarna Stina och Britta får problem med informatorn, inspektorn och pappa majoren när denne vill sälja den gamla släktgården Sjögårda.

## Om filmen
Filmen premiärvisades den 21 oktober 1944 på biograf Astoria vid Nybrogatan i Stockholm. Den spelades in i Sandrew-ateljéerna i Stockholm och Europa Studio i Sundbyberg med exteriörer från Norsborgstrakten av Erik Bergstrand. Som förlaga har man Hilding Källéns roman Nyordning på Sjögårda från 1944. Romanen har senare använts som förlaga till en film i regi av Ragnar Frisk, Tre dar på luffen.
Major Grasser bär mustasch utom i en scen där han saknar mustasch. Inspelningarna hade en dag brutit för lunch och efter den hade Weyler Hildebrand glömt att åter sätta på mustaschen. När scriptan påpekade misstaget förklarade Hildebrand: "Äh, det är det ingen djävel som märker".
Nyordning på Sjögårda har visats vid ett flertal tillfällen i SVT, bland annat 1996, 2012, i juli 2019, i september 2021 och i januari 2024.

## Rollista
- Weyler Hildebrand – major Gustaf Grasser, ägare till Sjögårda
- Annalisa Ericson – Britta Grasser, hans ena tvillingdotter / Stina Grasser, hans andra tvillingdotter
- Gunnar Björnstrand – Felix Palmer, informator, fil. lic.
- Allan Bohlin – Göran Klasson, inspektor
- Nils Ericson – Valle Berg, redaktör
- Börje Mellvig – Tage Svedstedt, Brittas och Stinas kusin
- Douglas Håge – grosshandlare J.P. Brisk
- Artur Rolén – Jonsson, fastighetsmäklare
- Dagmar Olsson – Marianne Berg, Valles fru
- Wera Lindby – Kajsa Wester
- Erland Colliander – pastor Bergvik
- Ruth Weijden – Hilma Eriksson, hushållerska hos Grasser
- Tord Stål – läkaren
- Carl-Harald – Johansson, dräng på Sjögårda
- Gunnel Lindgren – stand-in för Annalisa Ericson

## Filmmusik i urval
- "Midinettvisan", ur Zorina (Chanson, ur Zorina), kompositör Jules Sylvain, tysk text Adolf Schütz och Paul Baudisch svensk text Ragnar Hyltén-Cavallius, instrumental
- "På Sjögårda brygga", kompositör Jules Sylvain, text Fritz Gustaf, instrumental
- "Längtan till landet (Vintern rasat ut)", kompositör Otto Lindblad, text Herman Sätherberg, sång Nils Ericson
- "Ah! Vous dirai-je, Maman (Blinka lilla stjärna)", musikbearbetning Wolfgang Amadeus Mozart, svensk text Betty Ehrenborg-Posse, instrumental
- "En månskensnatt på Slottsbacken (Herre min Gud vad den månen skiner)", kompositör och text Gunnar Wennerberg, sång Nils Ericson
- "Sköna maj, välkommen till vår bygd igen (Majsång)", kompositör Lars Magnus Been, text Johan Ludvig Runeberg, framförs av Nils Ericson med den nya texten "Herr major, välkommen"